# Janez III. Arkelski
Janez III. Arkelski (okoli 1270 v Gorinchemu; † 24. december 1324 v Gorinchemuu) je bil gospod Arkelski, in Leedeški. 

## Življenje
Janez III. Arkelski je bil sin gospoda Janeza II. Arkelskega in njegove žene Berte Sterkenburške. Očeta je nasledil leta 1297, ko so tega ubili v bitki pri Vronenu. Janez III. je razširil Arkelsko zemljiško posest z nakupom zemlje v Holandiji in v Brabantu. Bil je odvetnik Utrechtskega škofa Guya Avesneškega. Leta 1304 je podedoval gospostvo Ter Leede, ki so bili ena od stranskih vej Arkelskih. Leta 1315 je bil Janez III. Arkelski z Viljemom I. Hainautskim grofom in Holandskim grofom na vojaškem pohodu v Flandriji, kjer se je bojeval s flandrijskim grofom blizu Courtraija. V obdobju 1317-1319 je bil Janez imenovan za »odvetnika« novoizvoljenega škofa Utrechta Friderika Siercka. Tega škofa je imenoval grof Viljem I. Hainautski, kateremu je bil Janez III. zelo naklonjen in je bil leta 1321 pooblaščen kot razsodnik v sporih med Viljemom I. in Janezom I. Brabantskim. Tega leta je svojega najstarejšega sina Janeza imenoval za sodnika (drosta) v Ter Leedeju, ki se do smrti svojega očeta imenuje Janez Leedeški. Janez III. Arkelski je umrl leta 1324 in so ga pokopali v »Grote Kerk« v  Gorinchemu, skupaj z njegovo ženo Mabelijo  Voorneško. Njegovi sinovi so bili še nepolnoletni, zato je skrbništvo nad njimi prevzel brat Nikolaj Arkelski. 

## Poroke in potomci
Janez III. Arkelski je imel zelo razgibano zakonsko življenje. Leta 1293 se je prvič poročil z Mabelijo Voorneško, s katero je imel tri otroke:
- NN, umrl kot otrok
- Janez IV., (1305-1360)
- Mabelija ali Margareta (ok. 1295-13. junij 1368).

Janez se je leta 1305 ločil od Mabelije in ji je 5. decembra 1305  podelil desetino Leerdam. Mabelija je pokopana v Gorinchemu. Leta 1314 se je Janez drugič poročil s Kunigundo Virnenburško, s katero je imel štiri otroke:
- Janez, škof Utrechta in Lièga, (1314-1378)
- Robert, gospod Bergški (gospod zemljiškega urada Berg in Renswoude), (1320-1347), poveljnik pri obleganju Utrechta leta 1345.
- Kunigunda (1321-1346), žena Janeza, gospoda Heusdenskega.

Druga žena Kunigunda je leta 1323 z otroki pobegnila v samostan v  Linschotenu , kjer je živela še leta 1326.